# Threnia
Threnia is een vliegengeslacht uit de familie van de roofvliegen (Asilidae).

## Soorten
- T. acanthura Wulp, 1898
- T. carbonaria (Wiedemann, 1828)
- T. kelleri Carrera, 1952
- T. longipennis Schiner, 1868
- T. lugens Schiner, 1868
- T. microtelus Wulp, 1898
- T. rabelloi Carrera, 1952
- T. therimachus (Walker, 1851)